# Tusitala proxima
Tusitala proxima là một loài nhện trong họ Salticidae.
Loài này thuộc chi Tusitala. Tusitala proxima được Wanda Wesołowska & Anthony Russell-Smith miêu tả năm 2000.